# Agronomia

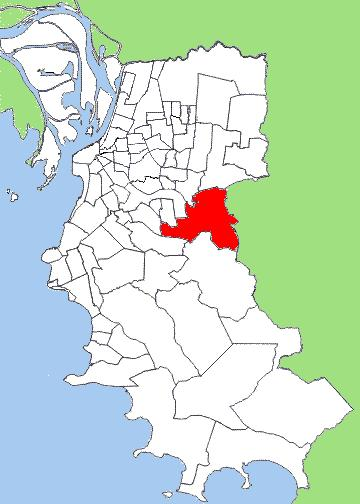
Situation du quartier d'Agronomia a Porto Allegre.

Agronomia est un quartier de la ville de Porto Alegre, capitale de l'État du Rio Grande do Sul.
Il a été créé par la Loi 4166 du 21/09/76, et ses limites modifiées une première fois par la Loi 6720 du 21/11/90 et, plus tard, par la Loi 7954 du 8/01/97.

## Données générales
- Population (2000) : 10.681 habitants
  - Hommes : 5.327
  - Femmes : 5.354

- Superficie :  1.241 ha
- Densidade : 8,61 hab/ha

## Limites actuelles
De l'angle de l'avenue Bento Gonçalves avec l'avenue Antônio de Carvalho, en suivant l'avenue Ipiranga jusqu'à rejoindre le Beco dos Marianos. De là, elles suivent la limite de la zone urbaine jusqu'à la fin du prolongement de la rue Comendador Eduardo Secco. De ce point, en direction de l'est, en ligne droite, jusqu'à la marque géodésique du Morro Santana, puis, par une autre ligne droite, jusqu'aux sources du ruisseau du morro, en continuant ensuite par l'axe de son lit jusqu'à rencontrer la limite de la municipalité de Viamão. Leur direction s'oriente ensuite vers le sud, en suivant les limites de Viamão, jusqu'à la hauteur de la route  Victorino Luiz de Fraga et, en suivant cette dernière, jusqu'à la route Estrada João de Oliveira Remião et, vers le nord-ouest, jusqu'au Beco do David. Ensuite, direction sud-est jusqu'à la route des Capoeiras en la suivant jusqu'à son extrémité septentrionale. De là, en ligne droite et en direction du nord, jusqu'à la marque géodésique du Morro da Companhia ; vers le nord-ouest jusqu'au point de rencontre des rues Soldado José da Silva et Capitão Manoel Pozo Bravo, puis en direction du point initial à partir de cet endroit.

## Localisation
Il se situe dans la Zone Est de Porto Alegre.

## Histoire
Son origine remonte au XVIIIe siècle, et sa croissance se fit grâce au trafic continu sur les deux routes essentielles pour le développement de la ville de Porto Alegre : le Caminho do Meio, actuelles avenues Oswaldo Aranha et Protásio Alves, et la route du Mato Grosso, l'actuelle avenue Bento Gonçalves.
Dans les premières années du XXe siècle, le 1er juillet 1913, fut fondé dans le quartier l'Institut d'Agronomie et Vétérinaire, qui venait d'être transféré de l'École d’Ingénierie. Le territoire qui allait devenir le quartier Agronomie correspondait aux nécessités de l'institution qui avait besoin d'espace pour ses pratiques. La création en 1934 de l'université fédérale du Rio Grande do Sul (UFRGS) et de sa Faculté d'agronomie amena une relative expansion pour la région.

## Aujourd'hui
La zone du quartier couverte par l'UFRGS est préservée naturellement et abrite de nombreuses espèces animales et végétales. On y trouve aussi de nombreuses vilas (favelas locales). Une technopole y est en projet.